# المنارة (الرقة)
المنارة قرية سورية تتبع ناحية سلوك في منطقة تل أبيض في محافظة الرقة. بلغ عدد سكانها 3397 نسمة في عام 2004 حسب إحصاء المكتب المركزي للإحصاء.